# Từ trễ

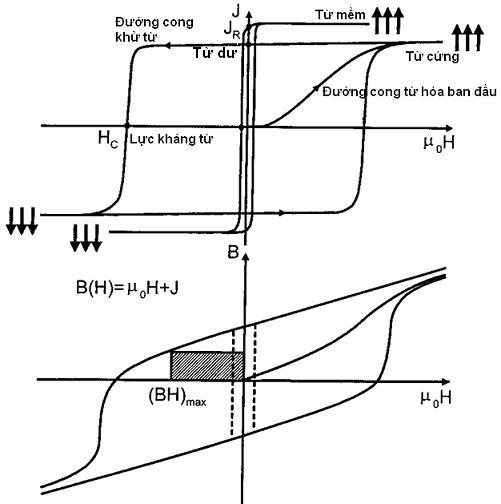
Đường cong từ trễ của hai loại vật liệu sắt từ, vật liệu từ cứng và vật liệu từ mềm, và các thông số của vật liệu được xác định trên đường cong từ trễ

Từ trễ (tiếng Anh: magnetic hysteresis) là hiện tượng bất thuận nghịch giữa quá trình từ hóa và đảo từ ở các vật liệu sắt từ do khả năng giữ lại từ tính của các vật liệu sắt từ. Hiện tượng từ trễ là một đặc trưng quan trọng và dễ thấy nhất ở các chất sắt từ.
Khi lõi thép bị từ hoá bởi từ trường ngoài, triệt tiêu từ trường ngoài, trong lõi thép vẫn còn tồn tại từ trường, gọi là từ dư
Khi lõi thép có từ dư, ta áp từ trường ngoài có chiều ngược với chiều của từ dư và độ lớn bằng B, khi đó từ trường lõi thép bị triệt tiêu. Khi đó, B được gọi là từ trường kháng từ
Đường cong kín hay chu trình từ trễ của một chất diễn tả sự phụ thuộc của sự từ hoá trong chất đó vào từ trường ngoài
Hiện tượng từ trễ được biểu hiện thông qua đường cong từ trễ (Từ độ - từ trường, M(H) hay Cảm ứng từ - Từ trường, B(H)), được mô tả như sau: sau khi từ hóa một vật sắt từ đến một từ trường bất kỳ, nếu ta giảm dần từ trường và quay lại theo chiều ngược, thì nó không quay trở về đường cong từ hóa ban đầu nữa, mà đi theo đường khác. Và nếu ta đảo từ theo một chu trình kín (từ chiều này sang chiều kia), thì ta sẽ có một đường cong kín gọi là đường cong từ trễ hay chu trình từ trễ. Tính chất từ trễ là một tính chất nội tại đặc trưng của các vật liệu sắt từ, và hiện tượng trễ biểu hiện khả năng từ tính của các chất sắt từ.

## Các tham số

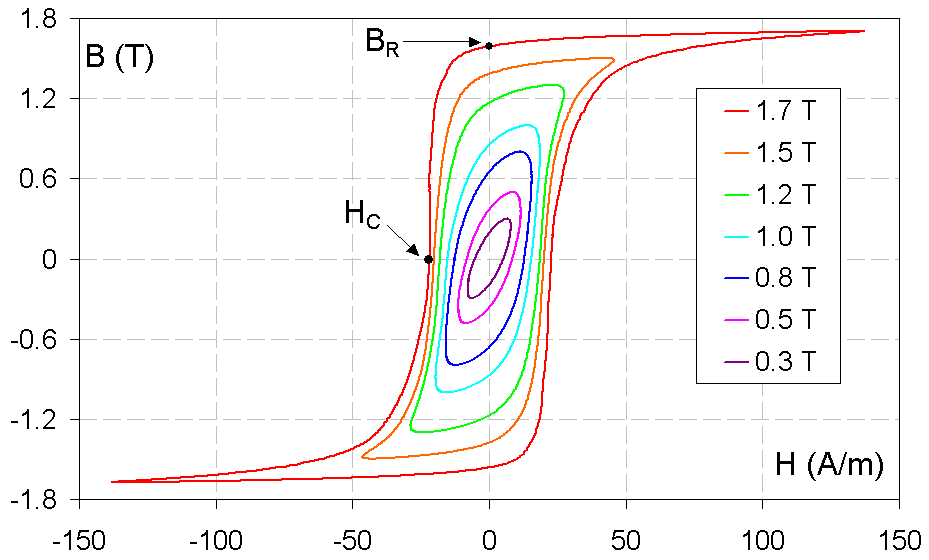
Biên độ dao động của từ trường ngoài khác nhau sẽ tạo ra các đường cong từ trễ khác nhau.

- Từ độ bão hòa

Là giá trị từ độ đạt được khi được từ hóa đến từ trường đủ lớn (vượt qua giá trị trường dị hướng) sao cho vật ở trạng thái bão hòa từ, có nghĩa là các mômen từ hoàn toàn song song với nhau. Khi đó đường cong từ trễ Từ độ-Từ trường, M(H) có dạng nằm ngang. Từ độ bão hòa là tham số đặc trưng của vật liệu sắt từ. Nếu ở không độ tuyệt đối (0 K) thì nó là giá trị từ độ tự phát của chất sắt từ. Từ độ bão hòa thường được ký hiệu là Ms hoặc Is (chữ "s" có nghĩa là saturation - bão hòa).
- Từ dư

Là giá trị từ độ còn giữ được khi ngắt từ trường (H = 0), thường được ký hiệu là Mr hoặc Ir (chữ "r" có nghĩa là remanent - dư). Từ dư không phải là thông số mang tính chất nội tại của vật liệu mà chỉ là thông số dẫn xuất, phụ thuộc vào các cơ chế từ trễ, các phương từ hoá, hình dạng vật từ...
Tỉ số giữa từ dư và từ độ bão hòa Mr/Ms được gọi là từ độ rút gọn hoặc hệ số chữ nhật của đường cong từ trễ (giá trị Mr/Ms càng gần 1 thì đường cong từ trễ càng tiến tới dạng hình chữ nhật).
- Lực kháng từ

Là giá trị từ trường ngược cần đặt vào để triệt tiêu độ từ hóa (M = 0). Lực kháng từ thường được ký hiệu là Hc (Coercivity), đôi khi được gọi là trường đảo từ (nhưng không hoàn toàn chính xác). Lực kháng từ cũng không phải là tham số nội tại của vật liệu mà là tham số ngoại giống như từ dư.
- Tổn hao năng lượng trễ

Là diện tích đường cong từ trễ, là năng lượng tiêu tốn cần thiết cho một chu trình từ trễ, có đơn vị của mật độ năng lượng.
- Tích năng lượng từ cực đại

Là năng lượng từ lớn nhất có thể tồn trữ trong một đơn vị thể tích vật từ, liên quan đến khả năng sản sinh từ trường của vật từ, thường là tham số kỹ thuật của các nam châm vĩnh cửu và vật liệu từ cứng. Tích năng lượng từ cực đại được xác định trên đường cong khử từ B(H) trong góc 1/4 thứ 2, là điểm có giá trị tích B.H lớn nhất. Tích năng lượng từ là tham số dẫn suất, phụ thuộc vào các tính chất từ nội tại của vật liệu và hình dạng của vật liệu, thường mang ý nghĩa ứng dụng trong các nam châm vĩnh cửu và vật liệu từ cứng.
Tỉ số tích năng lượng từ cực đại chia cho tích lực kháng từ và từ dư được gọi là hệ số lồi của đường cong từ trễ, hay hệ số lồi của vật từ.

## Các cơ chế
Nguyên nhân cơ bản của hiện tượng từ trễ là sự tương tác giữa các mômen từ có tác dụng ngăn cản các mômen từ bị quay theo từ trường. Có nhiều cơ chế khác nhau tạo nên hiện tượng từ trễ, tạo nên các hình dạng đường cong từ trễ khác nhau:
- Cơ chế quay các mômen từ

Đôi khi còn có tên dài là "cơ chế quay kết hợp của các mômen từ", là cơ chế đảo từ khi các mômen từ ghim ở trạng thái định hướng, sau đó đột ngột quay theo chiều của từ trường đảo từ khi từ trường vượt giá trị trường đảo từ. Cơ chế này thường xuất hiện trong các vật liệu sắt từ có cấu trúc gồm các hạt đơn đômen hoặc khi bị đảo từ theo phương của trục dễ từ hóa. Cơ chế này thường tạo ra đường cong từ trễ có dạng hình chữ nhật.
- Cơ chế hãm dịch chuyển vách đômen

Trong quá trình đảo từ, các mômen từ có xu hướng bị quay theo chiều của từ trường đảo từ, dẫn đến việc các vách đômen bị dịch chuyển. Tuy nhiên, nếu có các tâm tạp, hoặc các sai hỏng, chướng ngại... trên chiều dịch chuyển của vách đômen, chúng có tác dụng hãm sự dịch chuyển của vách đômen và tạo nên hiện tượng trễ.
- Cơ chế hãm sự phát triển của mầm đảo từ

Mầm đảo từ là một vùng rất nhỏ hình thành trong quá trình từ hóa, có chiều ngược với toàn khối (cùng chiều với trường đảo từ) và có tác dụng như một mầm để kéo các mômen từ quay theo chiều từ trường đảo từ. Tuy nhiên, có nhiều nguyên nhân khác nhau dẫn đến việc ngăn cản sự phát triển của các mầm đảo từ này cũng là một cơ chế tạo nên hiện tượng trễ.

## Phương pháp đo
Nguyên tắc chung của phép đo từ trễ là đo sự biến đổi của mômen từ hoặc cảm ứng từ theo sự thay đổi của từ trường. Từ trường đặt vào được biến đổi theo một chu trình (từ giá trị 0 đến giá trị cực đại, sau đó giảm dần và đổi chiều đến từ trường ngược hướng, và lại đảo trở lại giá trị cực đại ban đầu). Có thể đo đường cong từ trễ bằng các phương pháp:
- Đo bằng điện kế xung kích
- Đo bằng từ kế và các thiết bị đo từ trễ
- Đo bằng phép đo quang từ (hiệu ứng Kerr)
- (các phương pháp khác)...

## Ứng dụng
Các vật liệu từ có tính chất từ trễ cao có thể được sử dụng để chế tạo nam châm vĩnh cửu. Khi đặt vật liệu này trong từ trường mạnh, sẽ xuất hiện từ độ mạnh trong vật liệu, và sau khi bỏ từ trường ngoài đi, vật liệu vẫn giữ từ độ mạnh này, và thể hiện như nam châm vĩnh cửu.
Hiện tượng từ trễ có thể làm một số rơle từ không kịp nhả kết nối ngay sau khi từ trường bị ngắt. Đây cũng là hiện tượng quan trọng cần xét tới khi thiết kế thiết bị lưu trữ dữ liệu bằng vật liệu từ (như băng từ, ổ đĩa cứng của máy tính). Trong các vật liệu này, dữ liệu bao gồm các bit 0 và 1 được ứng với chiều mômen từ hướng lên hoặc xuống của các vùng trên vật liệu. Để thay đổi giá trị một ô nhớ, cần áp dụng một từ trường ngoài vào nó. Hiện tượng từ trễ khiến cho chúng ta cần biết chính xác giá trị hiện có của ô nhớ này để tìm ra từ trường phù hợp. Để tránh phức tạp hóa vấn đề, nhiều hệ thống sẽ ghi đè lên ô nhớ một giá trị biết trước, trong một quá trình gọi là làm lệch băng từ.
Vật liệu từ trễ khi đặt trong từ trường biến thiên sẽ tiêu thụ năng lượng của từ trường ngoài (với mật độ tiêu thụ chính bằng diện tích đường cong từ trễ), biến nó thành nhiệt năng và bị nóng lên. Đây có thể là hiệu ứng không mong muốn trong nhiều ứng dụng, và ở những ứng dụng này, cần chọn vật liệu có tổn hao năng lượng trễ nhỏ.